# Castello di Sant'Eusanio Forconese
O Castello di Sant'Eusanio Forconese (Castelo de Sant'Eusanio Forconese) localiza-se na cidade de Sant'Eusanio Forconese, província de L'Aquila, na região de Abruzos (Itália).